# Clément Janequin
Clément Janequin (Châtellerault, omstreeks 1485 - Parijs, 1558) was een Franse componist uit de Renaissance.

## Leven
Over Janequins jeugd is niets bekend. Vanaf 1505 was hij in Bordeaux en werkte hij eerst als klerk in dienst van Lancelot du Fau. Na diens dood kwam hij in dienst van de bisschop van Bordeaux. Inmiddels was hij tot priester gewijd. In 1534 werd hij kapelmeester van de kathedraal van Angers en in 1549 kwam hij naar Parijs en werkte er in dienst van Hertog Jean de Guise. Vanaf 1555 was hij lid van de hofkapel van koning Hendrik II van Frankrijk. Hij was reeds tijdens zijn leven beroemd, met name vanwege zijn meer dan 400 zettingen van chansons, die in talrijke muziekuitgaven zijn opgenomen, te beginnen in de chansonverzamelingen van Pierre Attaingnant (1528 en volgende).

## Werk

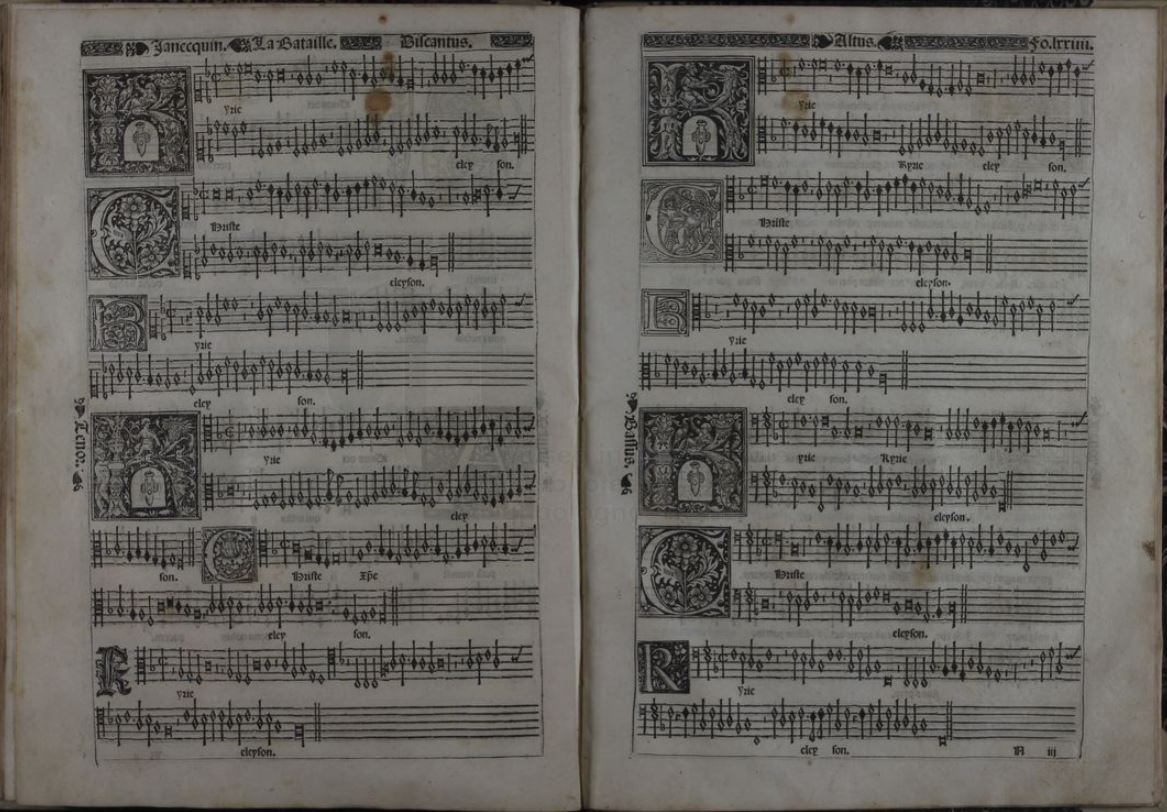
Missa la Bataille (1532)

Hoewel hij het grootste deel van zijn carrière in dienst van de kerk was, bestaat de enige liturgische muziek die van hem is overgeleverd slechts uit twee missen, een enkel motet, en in het jaar van zijn dood een bundel met vierstemmige toonzettingen van 82 van de 150 Geneefse psalmen, psalmvertalingen van Clément Marot gezongen op in Duitsland gebruikelijke melodieën.
Beroemd is hij geworden om zijn programmatische chansons, vaak lange sectionele stukken vol met geluidsnabootsingen kunstig worden nagebootst:
vogelzang in Le chant des oiseaux, de geluiden van de jacht in La Chasse, de straatgeluiden van Parijs in Les cris de Paris, en La Guerre evoceert de Franse overwinning op de Zwitserse Confederatie bij de Slag bij Marignano in 1515. Daar imiteert hij alle krijgsgeluiden, van trompetgeschal tot kanonvuur en het geschreeuw van de gewonden. Daarnaast schreef hij korte en meer verfijnde chansons in de stijl van Claudin de Sermisy, op teksten door enkele van de vooraanstaande dichters van die tijd, waaronder Marot. Ook schreef hij twee missen: Missa la Bataille en Missa L'aveuglé Dieu.
Hij was een leerling van Josquin des Prez.
Janequin heeft veel invloed gehad op de componisten na hem; er is bijvoorbeeld een The cries of London van Orlando Gibbons.